# Malpighia velutina
Malpighia velutina är en tvåhjärtbladig växtart. Malpighia velutina ingår i släktet Malpighia och familjen Malpighiaceae.

## Underarter
Arten delas in i följande underarter:
- M. v. glabrescens
- M. v. intermedia
- M. v. velutina